# Espeja
Espeja è un comune spagnolo di 294 abitanti situato nella comunità autonoma di Castiglia e León.